# 한눈에 보는 세상 – Kurzgesagt
한눈에 보는 세상 – Kurzgesagt(독일어: Kurzgesagt – In a Nutshell) 또는 쿠르츠게작트(독일어: Kurzgesagt)는 독일 뮌헨의 유튜브 채널이다. 쿠르츠게작트는 2013년 시작하여 현재 2000만명 이상의 구독자를 가지고 있다. 쿠르츠게작트는 보통 1달에 한 편씩 영상을 업로드 하고 있으며(2022년 12월 기준으로 한 달에 두 개씩 업로드 된다.), 유럽 난민 사태 같은 정치적인 문제라든가 빅뱅, 양자 컴퓨터 같은 과학 위주의 애니메이션을 제작한다.

## 명칭
채널 명칭인 쿠르츠게작트는 독일어의 kurz gesagt에서 따왔는데, 이는 '간단히 말해서'이라는 의미이다. 또한 부제인 In a Nutshell은 Kurzgesagt를 영어로 번역한 것이다.

## 특징

### 신뢰도와 문제점
Kurzgesagt의 비디오는 신뢰성과 사실 확인으로 찬사를 받았지만 그들의 초기 작업 중 일부는 비판을 받았다. 2016년에 북미 미술 도서관 협회는 스튜디오가 이따금 신뢰할 수 있는 출처와 전문적인 상담이 부족하고 감정적인 언어를 사용한다고 비판했다.
2019년에 Kurzgesagt는 이제 모든 주장에 대해 전문가가 사실을 확인했지만 과거에는 항상 그렇게 하지 않았다는 비디오를 공개했다. 그들은 "중독"이라는 제목의 비디오를 포함하여 현재 표준에 실패한 2015년의 비디오 2개를 삭제한다고 덧붙였다. Kurzgesagt와 저널리스트 Johann Hari의 공동 작업인 "Addiction"은 가장 비판을 받기도 했음에도 불구하고 당시 그들의 채널에서 가장 인기 있는 것 중 하나가 되었다. 비디오는 논쟁의 여지가 있는 쥐 공원 실험의 결론을 잘못 요약했다는 비판을 받았다. Kurzgesagt는 그들이 한 가지 주장을 사실로 제시했으며 문제에 대한 다른 이론을 고려하지 않았다는 것을 인정했다.
2023년과 2025년에는 저출산에 대한 문제를 다룬 적이 있었으나, 2023년 당시 해당 영상이 특정 국가에 대한 혐오나 자극적인 썸네일을 사용했다는 평가를 받았다. 2023년 10월에 올라온 영상에서는 "한국은 왜 망해가는가"(Why Korea is dying out) 라는 제목과 태극기가 녹아내리는 사진을 사용해서 영상을 올렸으나, 정작 내용에서 한국은 1분 가량 다루어졌으며, 영상의 전체 내용은 전 세계의 저출산이 왜 일어나는가에 대해 다룬 영상이었다. 기존 영상들에서는 대부분 "낙관적 허무주의"(현실을 기반으로 하면서도 긍정적인 허무주의)적인 결말로 끝냈으나, 한국에 대해서는 부정적인 전망만 존재할 것이라고 언급하여 이례적이라는 반응도 받았다.
그러나 본래 처음 영상이 올라왔을 때는 해당 영상이 특정한 국가에 대한 이야기도 아니었으며, 어떠한 나라를 중점으로 다룬 썸네일을 사용하지도 않았다. 그러나 당시 일본 채널에서는 일장기가 녹아내리는 썸네일로 교체되었고, 독일 채널에서는 독일의 국기가 녹아내리는 사진으로 교체되었다. 이후, 해당 영상은 전 세계의 저출산을 다룬 영상이라는 지적을 받은 후 "사람들이 사라지는 이유"(Why Humans Are Vanishing) 라는 본래의 제목으로 변경되었다.
2025년 4월에는 녹아내리는 한국 국기에 불타는 효과를 입힌 썸네일을 사용한, "한국은 끝났다"(SOUTH KOREA IS OVER) 라는 제목을 사용한 영상이 업로드되었다. 제목은 모두 대문자이고, 썸네일은 2024년보다 자극적으로 만들어졌다. 내용은 한국의 저출산만을 다루면서 한국은 돌이킬 수 없다고 하는 내용이었다. 그러나 영상에서 사용된 통계에서 통계적 오류가 발견되기도 했으며, 트위터의 단축 링크도 "korea"라고 되어 있어 확실히 한국을 향해 영상을 만든 것을 알 수 있다. 또 해당 영상에 대해 반박하는 댓글들을 모두 삭제하고 있다는 것이 발견되어 비판을 받기도 했으며 특정 국가에 대한 비판이 아니라 노골적으로 과격하게 다루는 일종의 클릭베이트라는 비판을 받기도 했다.

### 해외 채널
2022년 5월 21일, 6개의 외국어 채널을 신설하겠다고 공지했다. 6개의 채널은 각각 아랍어, 브라질-포르투갈어(Brazilian Portuguese), 프랑스어, 한국어, 일본어, 힌디어이다. 이전에는 영어, 독일어, 스페인어 채널만이 존재했다.